# Ascolana

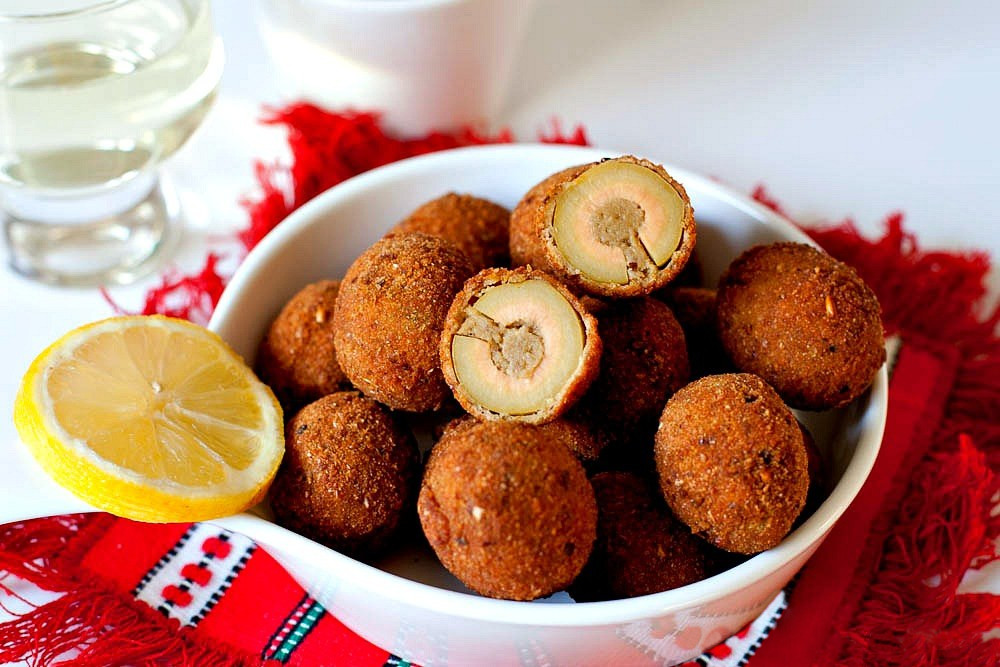
Oliva ascolana farcida

L'ascolana és una varietat d'olivera italiana.

## Característiques agronòmiques
És molt exigent pel que fa a les condicions ambientals, necessita terrenys frescos amb bon contingut en calç. En canvi, té una bona tolerància al fred.
Tarda pocs anys des que es fa la plantació fins que comença a produir. Fructifica bé només quan les condicions agronòmiques són òptimes. Floreix tardanament i presenta un elevat nombre de flors amb avortament ovàric, per tant l'índex de flors quallades és molt baix.
Necessita altres varietats perquè la pol·linitzin, ja que aquesta és incompatible amb el seu propi pol·len.
La productivitat és mitjana i constant no està afectada pel fenomen de la contranyada. Madura l'oliva més aviat que les altres varietats.

## Usos
Com totes les varietats de gran mida, pesa més de 6 grams, i de bones característiques de la seva polpa, s'usa per a processos de conserva, en concret es fa com oliva verda en salmorra, a través d'una fermentació làctica controlada.